# Eyja- og Miklaholtshreppur
Eyja- og Miklaholtshreppur (kiejtése: ˈeiːja- ɔɣ ˈmɪhklaˌhɔl̥tsˌr̥ɛhpʏr̥) önkormányzat Izland Nyugati régiójában, amely 1994. június 26-án jött létre Eyjahreppur és Miklaholtshreppur egyesülésével.
A térség első lakosai Sel Þórir Grímsson és három másik telepes voltak.

## Fordítás
- Ez a szócikk részben vagy egészben  az   Eyja- og Miklaholtshreppur című izlandi Wikipédia-szócikk ezen változatának fordításán alapul.  Az eredeti cikk szerkesztőit annak laptörténete sorolja fel. Ez a jelzés csupán a megfogalmazás eredetét és a szerzői jogokat jelzi, nem szolgál a cikkben szereplő információk forrásmegjelöléseként.